# Tasos (miejscowość)
Tasos (gr. Θάσος) – miejscowość w Grecji, w administracji zdecentralizowanej Macedonia-Tracja, w regionie Macedonia Wschodnia i Tracja, w jednostce regionalnej Tasos, na wyspie Tasos. Siedziba gminy Tasos. W 2011 roku liczyła 3234 mieszkańców.